# پریا راجوانش
پریا راجوانش (به انگلیسی: Priya Rajvansh) (زاده ۳۰ دسامبر ۱۹۳۶- درگذشته ۲۷ مارس ۲۰۰۰) بازیگر هندی بود.

## زندگی‌نامه
راجوانش در ۳۰ دسامبر ۱۹۳۶ در شیملا، استان پنجاب زاده شد و در تئاترهایی که به زبان انگلیسی بر روی صحنهٔ تئاتر شیملا برگزار می‌شد بازی کرد. پس از فارغ‌التحصیلی به آکادمی سلطنتی هنرهای دراماتیک لندن پیوست و در فیلم‌های همسرش چتان آناند ایفای نقش نمود. پس از مرگ همسرش در سال ۱۹۹۷ دارایی همسرش را به ارث برد. او در ۲۷ مارس ۲۰۰۰ در خانهٔ چتان آناند در رؤیا پارک شهر جاهو در بمبئی به قتل رسید. پلیس دو پسر ناتنی اش را به جرم قتل و به انگیزه تصرف ارثیه و دارایی دستگیر کرد و آنها در ۲۰۰۲ میلادی به همراه همدستانشان به حبس ابد محکوم شدند.

## فیلمشناسی
از کارهای معروف او می‌توان به بازی در فیلم خطوط کف دست و طبیعت اشاره کرد.